# Ryssviken (Djurgården)

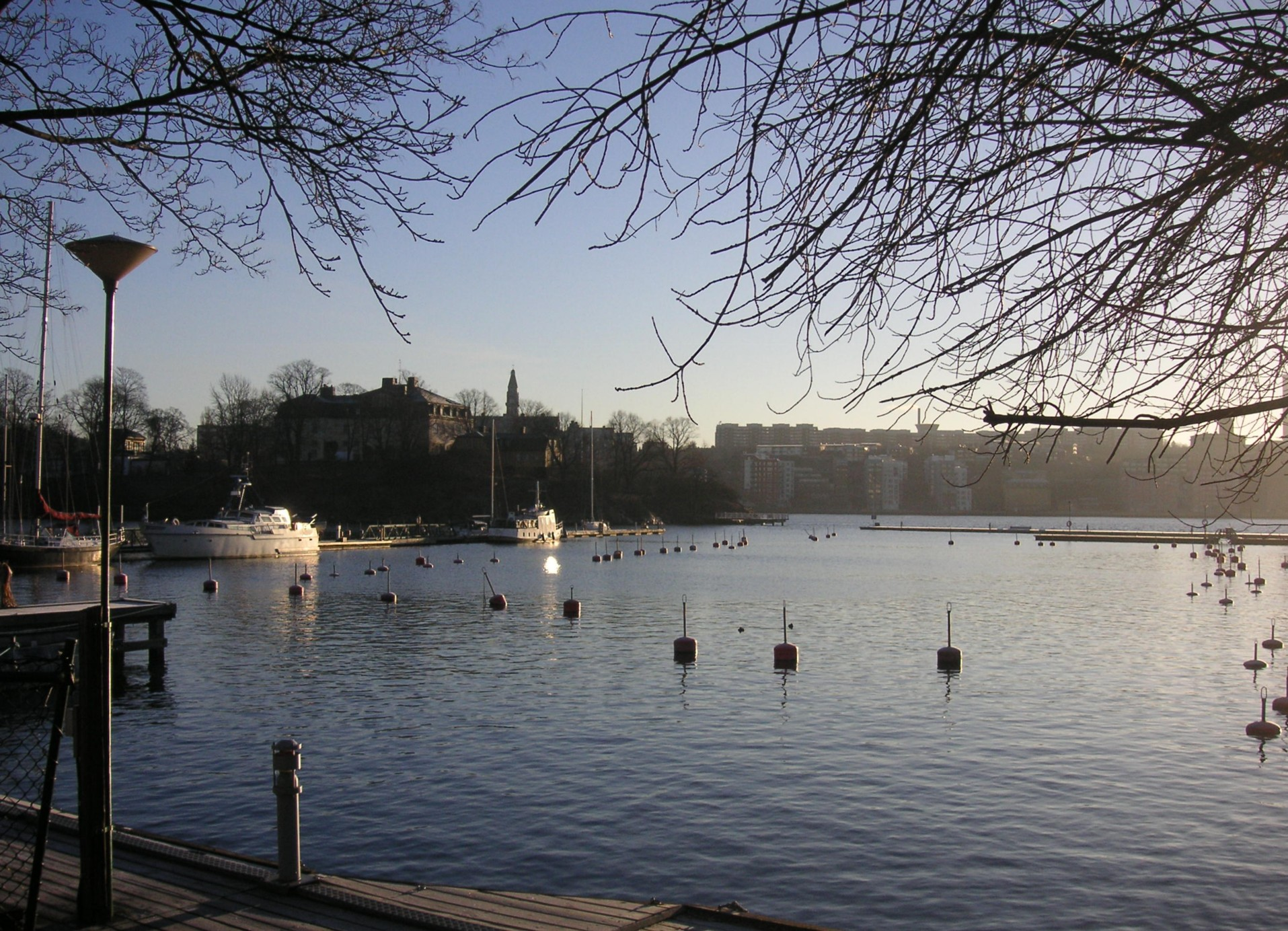
Ryssviken i december 2007. I bakgrunden syns Waldemarsudde.

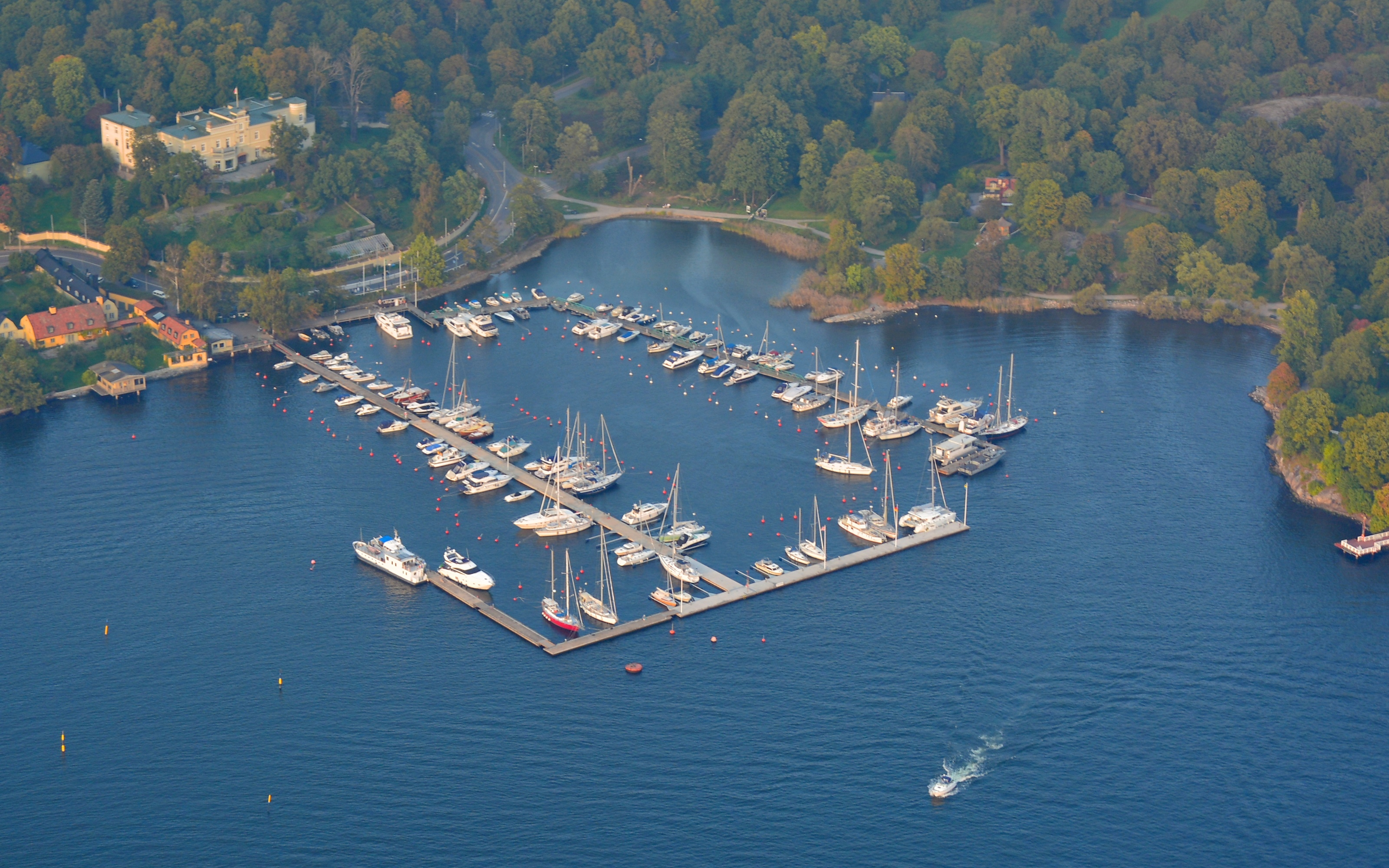
Ryssviken från luften. Uppe till vänster syns Italiens ambassad.

Ryssviken är en vik av Saltsjön väster om Waldemarsudde och öster om Rosenvik på Södra Djurgården i Stockholm.
Waldemarsvikens inre del kallas på kartor från 1690-talet Rijssviken eller Ryssvikan. Werner von Rosenfelts karta över Stockholm från 1702 anger Rysswiken. Hur namnet har uppstått är dock okänt, det har möjligtvis inget med Ryssland att göra. Men enligt en källa kan det ha att göra med ryska fartyg som fick ankra här, eftersom man inte ville ha dem inne i Stockholm. Bland krogar som upptas i en förteckning från 1733 nämns Rysswiken som även var ett jägarboställe. Värdshuset kallades senare Våffelbruket, byggnaden försvann på 1820-talet. 
Området kring Oakhill hette tidigare Ryssbacken. På platsen byggde prins Wilhelm ett palats efter Ferdinand Bobergs ritningar som stod färdigt 1910. I byggnaden finns sedan 1926 Italiens ambassad i Stockholm och nere vid viken ligger en stor marina, där bland annat Navigationssällskapet håller hus. Här fanns även arkitekt Ferdinand Bobergs hem Villa Vintra, som han köpte 1902 och där han bodde med hustru Anna till 1925.
I Ryssviken finns en hamn för fritidsbåtar som disponeras av Navigationssällskapet. Snett mittemot Ryssviken på Djurgården, på andra sidan Stockholms inlopp finns ytterligare en "Ryssviken" i Nacka kommun, mera känd under namnet Svindersviken. Namnet Ryssviken har troligen inget med ryssar att göra utan har etymologiskt tolkats som "viken där ryssjor är utlagda". Den tolkningen är dock osäker.